# 布奥尔
布奥尔（Buol）是印度尼西亚中苏拉威西省的一个城镇，是布奥尔县的县治所在，位于苏拉威西岛米纳哈萨半岛西北，东滨苏拉威西海。2010年统计，布奥尔所在的比奥区（Kecamatan Biau）共有27,567人。
布奥尔机场位于布奥尔以南七公里。

## 资料来源
1. ↑  Biro Pusat Statistik, Jakarta, 2011.